# إميليو فارينا
اميليو فارينا (25 أكتوبر 1929 بريشا إيطاليا - ) هو لاعب كرة قدم إيطالي يلعب كمهاجم.